# Orixá funfum

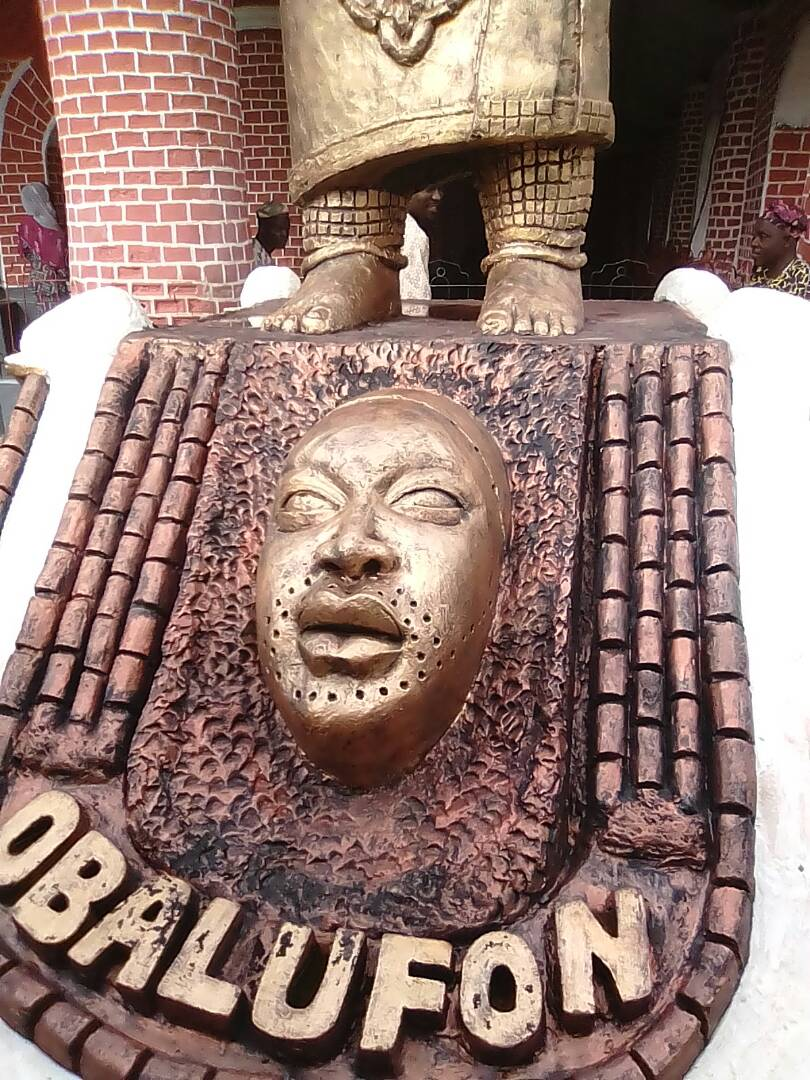
Entrada para o antigo palácio de Obalufom em Ifé, no estado de Oxum, na Nigéria

Orixá funfum (do Iorubá, òrìṣà, "divindade" e funfun, branco (cor, adjetivo), "Divindades do branco"), do Candomblé, são divindades primordiais os primeiros Orixás criados pelo criador supremo Olorum.
São orixás funfuns: Oxalufã, Obatalá (Oxalá), Odudua, Oxapopô, Oxaguiã e Obalufom, sendo este último disputado por alguns autores.
O axé do orixá funfum é ligado à cor branca, é caracterizado por substâncias como o efum, o chumbo, a prata, o algodão, os ossos, o sêmen, a fumaça. Originalmente na África conta-se que os orixás funfuns eram ao todo 154.
Orixá funfum não deve ser confundido com Orixá axô funfum ("os que se vestem de branco") que não são orixás primordiais (Jagum, Oiá Ibalé etc). É preciso esclarecer que nem todos os orixás primordiais, isto é, os orixás que existiam antes da criação do mundo, são orixás funfuns. Isto fica claro no mito da criação no qual aparece Èsù, e nem por isso, é ele considerado orixá funfum.
Pierre Verger em sua obra Orixás comentou sobre os orixás funfuns:

(...) essa família de orixás funfuns é a daqueles que utilizam o efum (giz branco) para enfeitar o corpo. São-lhes feitas oferendas de alimentos brancos como: pasta de inhame, milho, caracóis e limo da costa. O vinho e o azeite provenientes do dendê, e o sal, são as principais interdições. As pessoas que lhe são consagradas devem sempre vestir-se de branco,usar colares da mesma cor e pulseiras de estanho, chumbo ou marfim." 
Juana Elbein dos Santos em sua obra de 1975,Os Nágó e a Morte, diz que os orixás funfuns (...) "são as entidades que manipulam e tem o domínio sobre a formação dos seres deste mundo: os araiês (ara-ayé; os habitantes deste mundo) e também da formação dos seres do Orum [além]. Os vivos e os mortos, e os dois planos da existência, são controlados pelo àse [força, poder] de Obatalá [o principal orixá funfum]. O alá (àlà), o grande pano branco, é o seu emblema. É embaixo do alá que ele abriga a vida e a morte. Incorrer no desagrado ou na irritação de um oriá funfum é fatal. Esta situação está associada ao sentimento que aterroriza mais o nagô: o de aniquilamento total, a de ser completamente reabsorvido pela massa e não renascer nunca mais. Funfum é utilizado aqui num duplo sentido: do branco, de tudo que é branco - o alá [o grande pano branco], os objetos, e as substâncias de cor branca; e do incolor, a anti substância, o nada. Outro ponto fundamental dos orixás funfuns é a sua relação com as árvores. Uma das passagens do mito da criação informa que, para cada ser humano criado por Orixalá, ele cria simultaneamente uma árvore." 

## Lenda brasileira
Um informante da Casa Branca do Engenho Velho conta que um orixá funfum, Oxaguiã, chegou ao Brasil montado em um tronco de árvore, no meio das água do mar encontrou Iemanjá Ogunté, eles tiveram um filho que se chama Ogunjá.